# Turn- und Sportgemeinschaft 1899 Hoffenheim 2019-2020
Questa voce raccoglie le informazioni riguardanti il Turn- und Sportgemeinschaft 1899 Hoffenheim nelle competizioni ufficiali della stagione 2019-2020.

## Stagione
Nella stagione 2019-2020 l'Hoffenheim, allenato da Alfred Schreuder e Matthias Kaltenbach, concluse il campionato di Bundesliga al 6º posto. In Coppa di Germania l'Hoffenheim fu eliminato agli ottavi di finale dal Bayern Monaco.

## Rosa
| N. |                                 | Ruolo | Calciatore            |
| -- | ------------------------------- | ----- | --------------------- |
| 1  | Germania (bandiera)             | P     | Oliver Baumann        |
| 3  | Rep. Ceca (bandiera)            | D     | Pavel Kadeřábek       |
| 4  | Bosnia ed Erzegovina (bandiera) | D     | Ermin Bičakčić        |
| 5  | Grecia (bandiera)               | D     | Kōstas Stafylidīs     |
| 6  | Norvegia (bandiera)             | C     | Håvard Nordtveit      |
| 7  | Danimarca (bandiera)            | A     | Jacob Bruun Larsen    |
| 8  | Germania (bandiera)             | C     | Dennis Geiger         |
| 9  | Togo (bandiera)                 | A     | Ihlas Bebou           |
| 10 | Israele (bandiera)              | A     | Moanes Dabour         |
| 11 | Austria (bandiera)              | C     | Florian Grillitsch    |
| 12 | Germania (bandiera)             | P     | Philipp Pentke        |
| 14 | Austria (bandiera)              | C     | Christoph Baumgartner |
| 16 | Germania (bandiera)             | C     | Sebastian Rudy        |
| 17 | Svizzera (bandiera)             | C     | Steven Zuber          |
| 18 | Mali (bandiera)                 | C     | Diadié Samassékou     |

| N. |                        | Ruolo | Calciatore       |
| -- | ---------------------- | ----- | ---------------- |
| 19 | Algeria (bandiera)     | A     | Ishak Belfodil   |
| 21 | Germania (bandiera)    | D     | Benjamin Hübner  |
| 23 | Armenia (bandiera)     | A     | Sargis Adamyan   |
| 25 | Nigeria (bandiera)     | D     | Kevin Akpoguma   |
| 27 | Croazia (bandiera)     | A     | Andrej Kramarić  |
| 28 | Germania (bandiera)    | P     | Michael Esser    |
| 29 | Danimarca (bandiera)   | C     | Robert Skov      |
| 31 | Brasile (bandiera)     | D     | Lucas Ribeiro    |
| 32 | Paesi Bassi (bandiera) | D     | Melayro Bogarde  |
| 33 | Germania (bandiera)    | P     | Alexander Stolz  |
| 35 | Germania (bandiera)    | A     | Maximilian Beier |
| 37 | Germania (bandiera)    | A     | Chinedu Ekene    |
| 38 | Austria (bandiera)     | D     | Stefan Posch     |
| 41 | Germania (bandiera)    | D     | Max Geschwill    |
| 41 | Israele (bandiera)     | C     | Ilay Elmkies     |

## Organigramma societario
Area tecnica
- Preparatori atletici:
- Allenatore in seconda: Kai Herdling
- Preparatore dei portieri: Michael Rechner
- Analisi video: Yannic Hess, Philipp Lussi, Niklas Mayer, Timo Gross
- Allenatore: Matthias Kaltenbach, Marcel Rapp

## Calciomercato

### Sessione estiva
| Acquisti | Acquisti          | Acquisti       | Acquisti |
| R.       | Nome              | da             | Modalità |
| -------- | ----------------- | -------------- | -------- |
| A        | Jürgen Locadia    | Brighton       |          |
| C        | Diadié Samassékou | Salisburgo     |          |
| C        | Sebastian Rudy    | Schalke 04     |          |
| C        | Robert Skov       | Copenaghen     |          |
| A        | Sargis Adamyan    | Jahn Ratisbona |          |
| D        | Kevin Akpoguma    | Hannover 96    |          |
| A        | Ihlas Bebou       | Hannover 96    |          |
| C        | Vincenzo Grifo    | Friburgo       |          |
| D        | Justin Hoogma     | St. Pauli      |          |
| C        | Håvard Nordtveit  | Fulham         |          |
| C        | Philipp Ochs      | Aalborg        |          |
| P        | Philipp Pentke    | Jahn Ratisbona |          |
| D        | Kōstas Stafylidīs | Augusta        |          |
| C        | Steven Zuber      | Stoccarda      |          |
| C        | Robert Žulj       | Union Berlino  |          |

| Cessioni | Cessioni             | Cessioni               | Cessioni |
| R.       | Nome                 | a                      | Modalità |
| -------- | -------------------- | ---------------------- | -------- |
| C        | Leonardo Bittencourt | Werder Brema           |          |
| C        | Vincenzo Grifo       | Friburgo               |          |
| A        | Ádám Szalai          | Magonza                |          |
| D        | Kasim Nuhu           | Fortuna Düsseldorf     |          |
| C        | Nicolas Wähling      | Jahn Ratisbona         |          |
| C        | Nadiem Amiri         | Bayer Leverkusen       |          |
| D        | Justin Hoogma        | Utrecht                |          |
| A        | Joelinton            | Newcastle Utd          |          |
| D        | Alfons Amade         | Eintracht Braunschweig |          |
| C        | Kerem Demirbay       | Bayer Leverkusen       |          |
| A        | Robin Hack           | Norimberga             |          |
| A        | Reiss Nelson         | Arsenal                |          |
| A        | David Otto           | Heidenheim             |          |
| D        | Nico Schulz          | Borussia Dortmund      |          |

### Sessione invernale
| Acquisti | Acquisti           | Acquisti          | Acquisti |
| R.       | Nome               | da                | Modalità |
| -------- | ------------------ | ----------------- | -------- |
| A        | Jacob Bruun Larsen | Borussia Dortmund |          |
| P        | Michael Esser      | Hannover 96       |          |
| A        | Moanes Dabour      | Siviglia          |          |
| C        | Bruno Nazário      | Athl. Paranaense  |          |
| A        | Felipe Pires       | Fortaleza         |          |

| Cessioni | Cessioni       | Cessioni     | Cessioni |
| R.       | Nome           | a            | Modalità |
| -------- | -------------- | ------------ | -------- |
| A        | Felipe Pires   | Rijeka       |          |
| D        | Joshua Brenet  | Vitesse      |          |
| A        | Jürgen Locadia | Brighton     |          |
| C        | Philipp Ochs   | Hannover 96  |          |
| C        | Robert Žulj    | Bochum       |          |
| C        | Lukas Rupp     | Norwich City |          |
| D        | Kevin Vogt     | Werder Brema |          |

## Risultati

### Bundesliga

#### Girone di andata
| Arbitro: | Siebert |

|                |           |  |
| Hinteregger 1’ | Marcatori |  |

| Arbitro: | Stegemann |

|                                      |           |                        |
| Bičakčić 54’ Bebou 59’ Kadeřábek 87’ | Marcatori | 42’ Füllkrug 81’ Ōsako |

| Leverkusen 31 agosto 2019, ore 15:30 CEST 3ª giornata | Bayer Leverkusen | 0 – 0 referto | Hoffenheim | BayArena (26 506 spett.)\| Arbitro: \| Zwayer \| |
| Arbitro:                                              | Zwayer           |               |            |                                                  |

| Arbitro: | Winkmann |

|  |           |                                     |
|  | Marcatori | 11’ Günter 38’ Haberer 59’ Petersen |

| Arbitro: | Cortus |

|             |           |         |
| Mehmedi 36’ | Marcatori | 6’ Rudy |

| Arbitro: | Osmers |

|  |           |                                 |
|  | Marcatori | 43’ Pléa 65’ Thuram 83’ Neuhaus |

| Arbitro: | Stieler |

|                 |           |                  |
| Lewandowski 73’ | Marcatori | 54’, 79’ Adamyan |

| Arbitro: | Hartmann |

|                        |           |  |
| Kramarić 72’ Bebou 85’ | Marcatori |  |

| Arbitro: | Schmidt |

|                         |           |                                     |
| Lukebakio 55’ Kalou 69’ | Marcatori | 33’ Locadia 38’ Kramarić 79’ Hübner |

| Arbitro: | Schröder |

|                                   |           |  |
| Skov 2’ Kadeřábek 15’ Locadia 26’ | Marcatori |  |

| Arbitro: | Kampka |

|             |           |                                |
| Córdoba 34’ | Marcatori | 48’ Adamyan 90’ (rig.) Locadia |

| Arbitro: | Dankert |

|              |           |                                                              |
| Kramarić 83’ | Marcatori | 33’ Öztunalı 52’ (aut.) Kadeřábek 62’, 90’ Kunde 90’ Boëtius |

| Arbitro: | Petersen |

|             |           |              |
| Kramarić 6’ | Marcatori | 87’ Hennings |

| Arbitro: | Aytekin |

|                                     |           |              |
| Werner 11’, 52’ (rig.) Sabitzer 83’ | Marcatori | 89’ Bičakčić |

| Arbitro: | Steinhaus-Webb |

|                      |           |                                         |
| Skov 14’ Locadia 80’ | Marcatori | 11’, 51’ (rig.) Max 56’ Jensen 85’ Iago |

| Arbitro: | Storks |

|  |           |                           |
|  | Marcatori | 56’ Bebou 90’ Baumgartner |

| Arbitro: | Zwayer |

|                          |           |           |
| Adamyan 79’ Kramarić 87’ | Marcatori | 17’ Götze |

#### Girone di ritorno
| Arbitro: | Stegemann |

|                |           |                       |
| Stafylidīs 48’ | Marcatori | 18’ Dost 62’ Chandler |

| Arbitro: | Petersen |

|  |           |                                                 |
|  | Marcatori | 65’ (aut.) Klaassen 79’ Baumgartner 83’ Adamyan |

| Arbitro: | Aytekin |

|                       |           |           |
| Kramarić 23’ Skov 65’ | Marcatori | 11’ Diaby |

| Arbitro: | Jablonski |

|                        |           |  |
| Waldschmidt 40’ (rig.) | Marcatori |  |

| Arbitro: | Storks |

|                                     |           |                                      |
| Baumgartner 45’ Kramarić 60’ (rig.) | Marcatori | 18’ (rig.), 52’ (rig.), 71’ Weghorst |

| Arbitro: | Brych |

|            |           |                   |
| Ginter 11’ | Marcatori | 90’ Lucas Ribeiro |

| Arbitro: | Dingert |

|  |           |                                                                 |
|  | Marcatori | 2’ Gnabry 7’ Kimmich 15’ Zirkzee 33’, 47’ Coutinho 62’ Goretzka |

| Arbitro: | Jablonski |

|              |           |                 |
| McKennie 20’ | Marcatori | 69’ Baumgartner |

| Arbitro: | Dingert |

|  |           |                                            |
|  | Marcatori | 58’ (aut.) Akpoguma 60’ Ibišević 74’ Cunha |

| Arbitro: | Steinhaus-Webb |

|           |           |         |
| Srbeny 9’ | Marcatori | 4’ Skov |

| Arbitro: | Brych |

|                                |           |           |
| Baumgartner 11’, 46’ Zuber 48’ | Marcatori | 60’ Kainz |

| Arbitro: | Stegemann |

|  |           |           |
|  | Marcatori | 43’ Bebou |

| Arbitro: | Storks |

|                         |           |                      |
| Hennings 5’, 76’ (rig.) | Marcatori | 16’ Dabour 61’ Zuber |

| Arbitro: | Welz |

|  |           |              |
|  | Marcatori | 9’, 11’ Olmo |

| Arbitro: | Aytekin |

|            |           |                           |
| Vargas 69’ | Marcatori | 59’, 62’ Dabour 89’ Bebou |

| Arbitro: | Hartmann |

|                                                   |           |  |
| Bebou 11’ Kramarić 39’ Dabour 45’ Baumgartner 68’ | Marcatori |  |

| Arbitro: | Winkmann |

|  |           |                                   |
|  | Marcatori | 8’, 30’, 48’, 50’ (rig.) Kramarić |

### Coppa di Germania
| Arbitro: | Winkmann |

|                                                  |                      |                                    |
| Kaufmann 68’ Vrenezi 75’ (rig.) Pfeiffer 114’    | Marcatori            | 29’ Kadeřábek 54’ Bebou 99’ Szalai |
| Hägele Schuppan Kaufmann Vrenezi Widemann Hansen | Tiri di rigore 4 – 5 | Szalai Bebou Skov Rudy Rupp Posch  |

| Arbitro: | Storks |

|  |           |                            |
|  | Marcatori | 53’ Grillitsch 59’ Adamyan |

| Arbitro: | Stegemann |

|                                                   |           |                                   |
| Hübner 13’ (aut.) Müller 20’ Lewandowski 36’, 80’ | Marcatori | 8’ (aut.) Boateng 82’, 90’ Dabour |

## Statistiche

### Statistiche di squadra
| Competizione      | Punti | In casa | In casa | In casa | In casa | In casa | In casa | In trasferta | In trasferta | In trasferta | In trasferta | In trasferta | In trasferta | Totale | Totale | Totale | Totale | Totale | Totale | DR |
| Competizione      | Punti | G       | V       | N       | P       | Gf      | Gs      | G            | V            | N            | P            | Gf           | Gs           | G      | V      | N      | P      | Gf     | Gs     | DR |
| ----------------- | ----- | ------- | ------- | ------- | ------- | ------- | ------- | ------------ | ------------ | ------------ | ------------ | ------------ | ------------ | ------ | ------ | ------ | ------ | ------ | ------ | -- |
| Bundesliga        | 52    | 17      | 7       | 1       | 9       | 26      | 37      | 17           | 8            | 6            | 3            | 27           | 16           | 34     | 15     | 7      | 12     | 53     | 53     | 0  |
| Coppa di Germania | -     | 0       | 0       | 0       | 0       | 0       | 0       | 3            | 1            | 1            | 1            | 8            | 7            | 3      | 1      | 1      | 1      | 8      | 7      | +1 |
| Totale            | 52    | 17      | 7       | 1       | 9       | 26      | 37      | 20           | 9            | 7            | 4            | 35           | 23           | 37     | 16     | 8      | 13     | 61     | 60     | +1 |

### Andamento in campionato
| Giornata  | 1  | 2 | 3 | 4  | 5  | 6  | 7  | 8  | 9  | 10 | 11 | 12 | 13 | 14 | 15 | 16 | 17 | 18 | 19 | 20 | 21 | 22 | 23 | 24 | 25 | 26 | 27 | 28 | 29 | 30 | 31 | 32 | 33 | 34 |
| --------- | -- | - | - | -- | -- | -- | -- | -- | -- | -- | -- | -- | -- | -- | -- | -- | -- | -- | -- | -- | -- | -- | -- | -- | -- | -- | -- | -- | -- | -- | -- | -- | -- | -- |
| Luogo     | T  | C | T | C  | T  | C  | T  | C  | T  | C  | T  | C  | C  | T  | C  | T  | C  | C  | T  | C  | T  | C  | T  | C  | T  | C  | T  | C  | T  | T  | C  | T  | C  | T  |
| Risultato | P  | V | N | P  | N  | P  | V  | V  | V  | V  | V  | P  | N  | P  | P  | V  | V  | P  | V  | V  | P  | P  | N  | P  | N  | P  | N  | V  | V  | N  | P  | V  | V  | V  |
| Posizione | 14 | 9 | 9 | 13 | 11 | 12 | 12 | 11 | 10 | 9  | 5  | 8  | 8  | 8  | 9  | 9  | 7  | 8  | 7  | 7  | 7  | 8  | 8  | 8  | 9  | 9  | 9  | 7  | 7  | 7  | 7  | 7  | 7  | 6  |

Legenda:

Luogo: C = Casa; T = Trasferta. Risultato: V = Vittoria; N = Pareggio; P = Sconfitta.

### Statistiche dei giocatori
| Giocatore      | Bundesliga | Bundesliga | Bundesliga  | Bundesliga | Coppa di Germania | Coppa di Germania | Coppa di Germania | Coppa di Germania | Totale   | Totale | Totale      | Totale     |
| Giocatore      | Presenze   | Reti       | Ammonizioni | Espulsioni | Presenze          | Reti              | Ammonizioni       | Espulsioni        | Presenze | Reti   | Ammonizioni | Espulsioni |
| -------------- | ---------- | ---------- | ----------- | ---------- | ----------------- | ----------------- | ----------------- | ----------------- | -------- | ------ | ----------- | ---------- |
| S. Adamyan     | 15         | 5          | 1           | 0          | 1                 | 1                 | 0                 | 0                 | 16       | 6      | 1           | 0          |
| K. Akpoguma    | 18         | 0          | 2           | 0          | 1                 | 0                 | 0                 | 0                 | 19       | 0      | 2           | 0          |
| O. Baumann     | 30         | 0          | 1           | 0          | 1                 | 0                 | 0                 | 0                 | 31       | 0      | 1           | 0          |
| C. Baumgartner | 26         | 7          | 3           | 0          | 2                 | 0                 | 0                 | 0                 | 28       | 7      | 3           | 0          |
| I. Bebou       | 32         | 6          | 1           | 0          | 3                 | 1                 | 0                 | 0                 | 35       | 7      | 1           | 0          |
| M. Beier       | 6          | 0          | 1           | 0          | 0                 | 0                 | 0                 | 0                 | 6        | 0      | 1           | 0          |
| I. Belfodil    | 5          | 0          | 0           | 0          | 0                 | 0                 | 0                 | 0                 | 5        | 0      | 0           | 0          |
| L. Bittencourt | 1          | 0          | 1           | 0          | 0                 | 0                 | 0                 | 0                 | 1        | 0      | 1           | 0          |
| E. Bičakčić    | 21         | 2          | 0           | 0          | 1                 | 0                 | 0                 | 0                 | 22       | 2      | 0           | 0          |
| M. Bogarde     | 2          | 0          | 1           | 0          | 0                 | 0                 | 0                 | 0                 | 2        | 0      | 1           | 0          |
| J. Brenet      | 0          | 0          | 0           | 0          | 2                 | 0                 | 0                 | 0                 | 2        | 0      | 0           | 0          |
| M. Dabour      | 14         | 4          | 4           | 0          | 1                 | 2                 | 0                 | 0                 | 15       | 6      | 4           | 0          |
| C. Ekene       | 0          | 0          | 0           | 0          | 0                 | 0                 | 0                 | 0                 | 0        | 0      | 0           | 0          |
| I. Elmkies     | 1          | 0          | 0           | 0          | 0                 | 0                 | 0                 | 0                 | 1        | 0      | 0           | 0          |
| M. Esser       | 0          | 0          | 0           | 0          | 0                 | 0                 | 0                 | 0                 | 0        | 0      | 0           | 0          |
| D. Geiger      | 21         | 0          | 3           | 0          | 2                 | 0                 | 0                 | 0                 | 23       | 0      | 3           | 0          |
| M. Geschwill   | 0          | 0          | 0           | 0          | 0                 | 0                 | 0                 | 0                 | 0        | 0      | 0           | 0          |
| V. Grifo       | 1          | 0          | 0           | 0          | 1                 | 0                 | 0                 | 0                 | 2        | 0      | 0           | 0          |
| F. Grillitsch  | 31         | 0          | 3           | 0          | 3                 | 1                 | 1                 | 0                 | 34       | 1      | 4           | 0          |
| B. Hübner      | 25         | 1          | 4           | 2          | 2                 | 0                 | 0                 | 0                 | 27       | 1      | 4           | 2          |
| P. Kadeřábek   | 30         | 2          | 2           | 0          | 3                 | 1                 | 0                 | 0                 | 33       | 3      | 2           | 0          |
| A. Kramarić    | 19         | 12         | 3           | 0          | 1                 | 0                 | 0                 | 0                 | 20       | 12     | 3           | 0          |
| J. Larsen      | 11         | 0          | 0           | 0          | 1                 | 0                 | 0                 | 0                 | 12       | 0      | 0           | 0          |
| J. Locadia     | 11         | 4          | 1           | 0          | 1                 | 0                 | 0                 | 0                 | 12       | 4      | 1           | 0          |
| H. Nordtveit   | 11         | 0          | 2           | 0          | 1                 | 0                 | 1                 | 0                 | 12       | 0      | 3           | 0          |
| K. Nuhu        | 0          | 0          | 0           | 0          | 0                 | 0                 | 0                 | 0                 | 0        | 0      | 0           | 0          |
| P. Pentke      | 4          | 0          | 1           | 0          | 2                 | 0                 | 0                 | 0                 | 6        | 0      | 1           | 0          |
| F. Pires       | 0          | 0          | 0           | 0          | 0                 | 0                 | 0                 | 0                 | 0        | 0      | 0           | 0          |
| S. Posch       | 28         | 0          | 9           | 0          | 2                 | 0                 | 1                 | 0                 | 30       | 0      | 10          | 0          |
| L. Ribeiro     | 2          | 1          | 1           | 0          | 1                 | 0                 | 0                 | 0                 | 3        | 1      | 1           | 0          |
| S. Rudy        | 32         | 1          | 9           | 0          | 3                 | 0                 | 0                 | 0                 | 35       | 1      | 9           | 0          |
| L. Rupp        | 7          | 0          | 0           | 0          | 2                 | 0                 | 0                 | 0                 | 9        | 0      | 0           | 0          |
| D. Samassékou  | 21         | 0          | 4           | 0          | 0                 | 0                 | 0                 | 0                 | 21       | 0      | 4           | 0          |
| R. Skov        | 31         | 4          | 4           | 0          | 2                 | 0                 | 0                 | 0                 | 33       | 4      | 4           | 0          |
| K. Stafylidīs  | 7          | 1          | 0           | 0          | 0                 | 0                 | 0                 | 0                 | 7        | 1      | 0           | 0          |
| A. Stolz       | 0          | 0          | 0           | 0          | 0                 | 0                 | 0                 | 0                 | 0        | 0      | 0           | 0          |
| Á. Szalai      | 0          | 0          | 0           | 0          | 1                 | 1                 | 0                 | 0                 | 1        | 1      | 0           | 0          |
| K. Vogt        | 11         | 0          | 2           | 0          | 1                 | 0                 | 0                 | 0                 | 12       | 0      | 2           | 0          |
| S. Zuber       | 14         | 2          | 1           | 0          | 2                 | 0                 | 0                 | 0                 | 16       | 2      | 1           | 0          |
| R. Žulj        | 0          | 0          | 0           | 0          | 0                 | 0                 | 0                 | 0                 | 0        | 0      | 0           | 0          |